# Französischer Truppenübungsplatz (Trier)

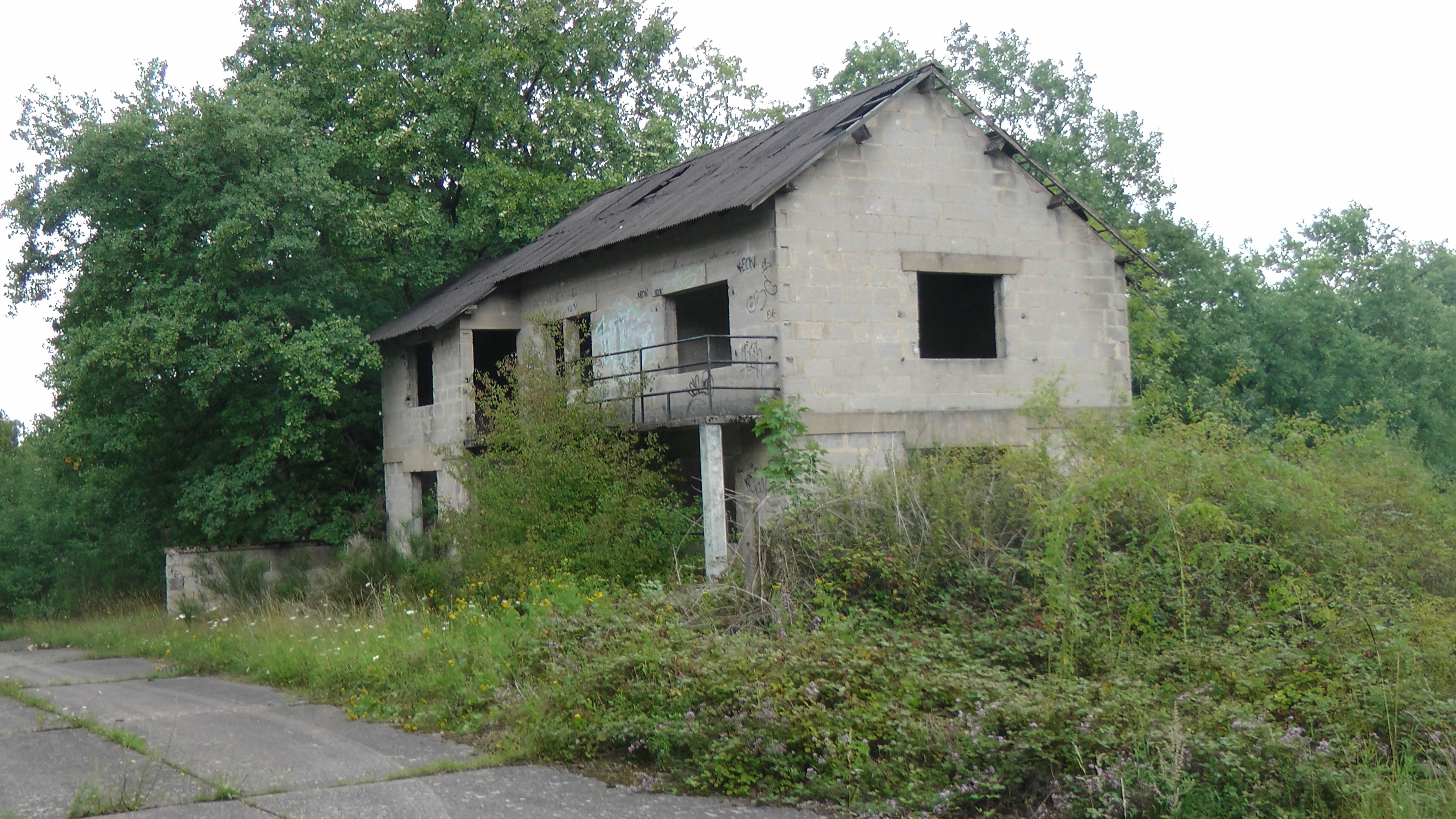
Künstliche Ruinen im Übungsdorf (2011)

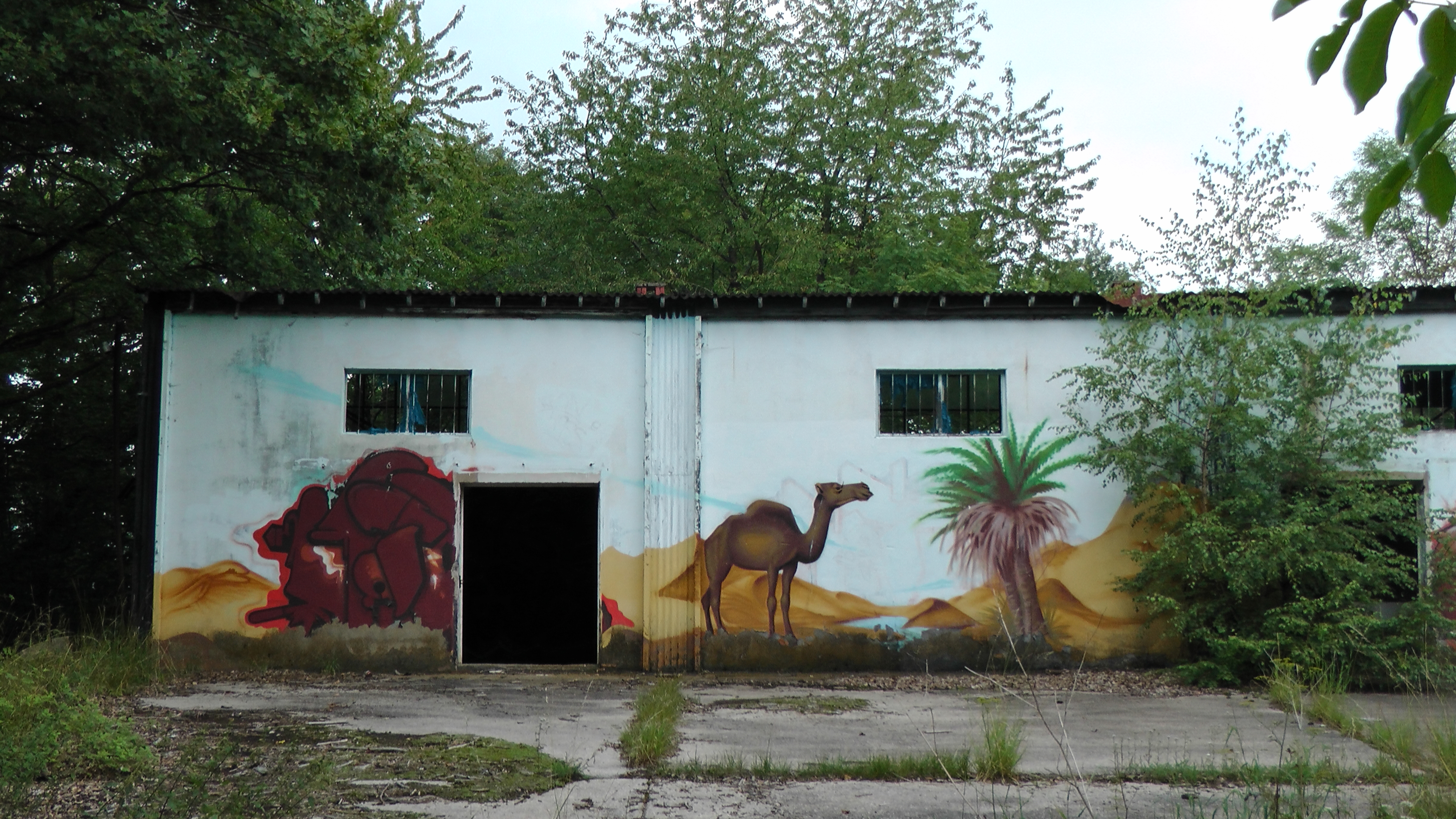
Heimweh-Graffiti im Übungsdorf (2011)

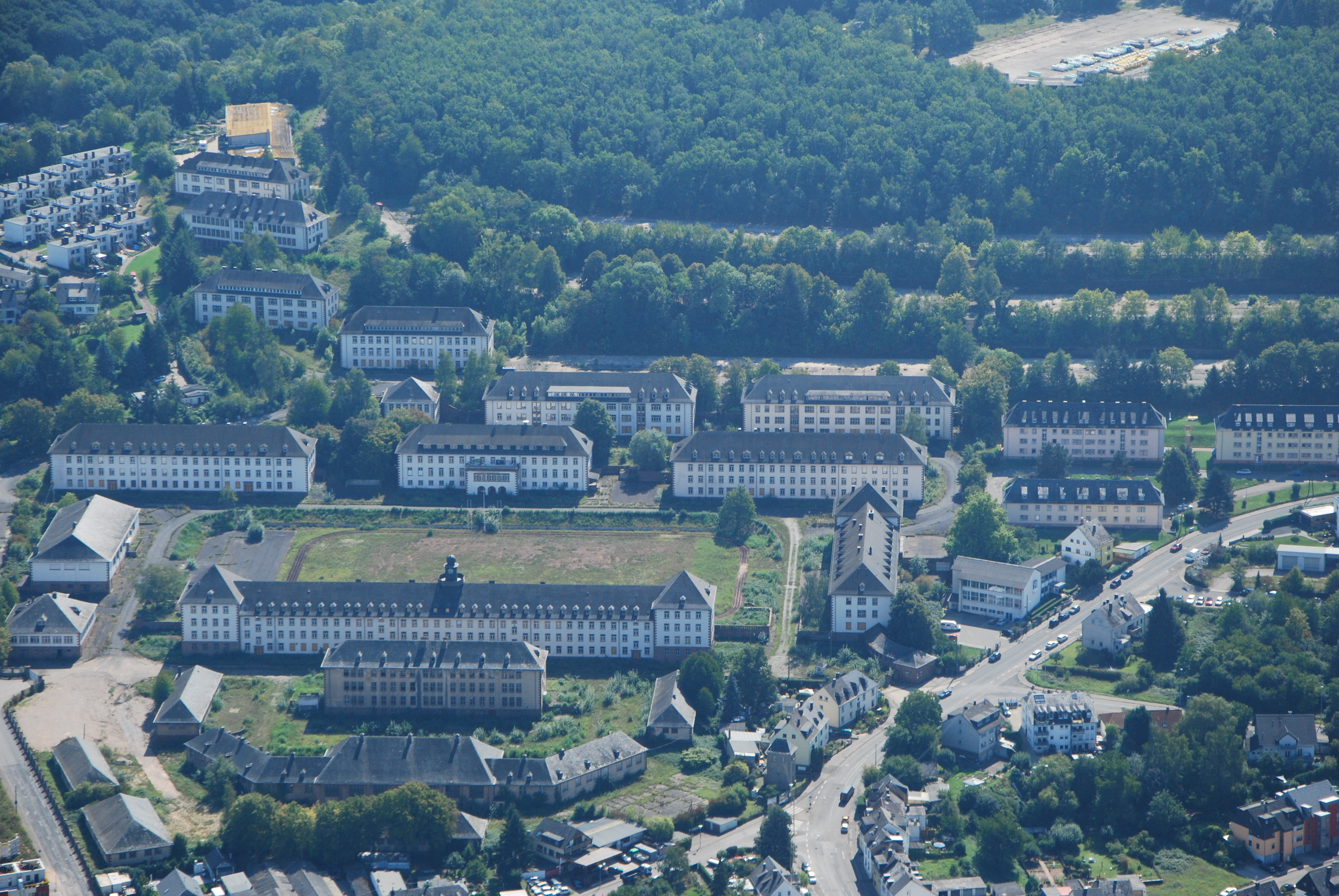
Luftbild Castelnau-Kaserne (2011)

Der Truppenübungsplatz der französischen Garnison in Trier lag im Gebiet des Mattheiser Waldes oberhalb der ehemaligen Castelnau-Kaserne im Trierer Stadtteil Feyen und ging nach dem Abzug der französischen Garnison im Jahr 1999 in den Besitz der BImA (Bundesanstalt für Immobilienaufgaben) über.

## Geschichte
Erstmals im 20. Jahrhundert wurde Trier am 11. August 1919 von französischen Streitkräften besetzt. Sie übernahmen damals nach dem Ersten Weltkrieg die Militärverwaltung von den Vereinigten Staaten. Auch nach dem Zweiten Weltkrieg löste im Juli 1945 Frankreich die Amerikaner als Besatzungsmacht ab. In den folgenden Jahrzehnten wurde Trier zum wichtigsten französischen Militärstützpunkt in Deutschland ausgebaut. Zeitweise lebten 21.000 Soldaten in der Stadt – sie war damit nach Paris die zweitgrößte französische Garnison weltweit. Die in Trier stationierten Soldaten wurden in mehreren großen Kasernen untergebracht: dem Quartier Castelnau in Feyen, direkt unterhalb des Truppenübungsgeländes, Castelforte, der Kaserne Feuvrier und dem Quartier Casablanca in Trier-Nord, dem Pi-Park, dem Quartier Bertard in Euren, dem Quartier Finat Duclos in Trier-West und dem Quartier Belvedère auf dem Petrisberg (76 Hektar). Daneben gab es über die ganze Stadt verteilt viele Einrichtungen (Schulen, Kindergarten, Versorgungsamt, Standortverwaltungen, Economats, ein großes Krankenhaus, Kasino, Offiziersmessen, Flugplatz, Brückenbauschule) der französischen Armee.
Nach dem Abzug des französischen Militärs 1999 wurde neben den Kasernen auch die Fläche des Übungsplatzes als Konversionsgelände frei. Der größte Teil des Geländes, der nur für Übungen genutzt wurde und großteils auch schon früher prinzipiell zugänglich war, wurde als Naturschutzgebiet und FFH-Gebiet Mattheiser Wald unter Schutz gestellt. In den Weihern züchtet ein Angelverein Teichmuscheln und Edelkrebse. Das 30 Hektar große an der Pellinger Straße gelegene ehemalige Manövergelände mit Übungsdorf und Panzerrampen war zuerst als Gewerbefläche für Handwerksbetriebe (als sogenannter Handwerkerpark) vorgesehen. Diese Planungen sind jedoch aufgrund der veränderten Wirtschaftslage im Jahre 2009 aufgegeben worden. Ein großer Teil des Geländes ist seit Anfang 2011 in Besitz der EGP GmbH (Gesellschaft für urbane Projektentwicklung). Einige Gebäude und Kasernen, u. a.auch das Übungsdorf wurden abgerissen um Platz für Baugebiete zu schaffen. Abgerissen wurde auch der ehemals denkmalgeschützte Uhrturm. Die Uhr befindet sich heute im Freilichtmuseum Roscheider Hof. Ein Teil des Bestandes wurde durch Umbau zu Wohnungen modernisiert. Das Betreten des Geländes ist verboten.